# 連邦国防省
連邦国防省（れんぽうこくぼうしょう、ドイツ語：Bundesministerium der Verteidigung、 略称：BMVg）は、ドイツ連邦共和国の国防を所管する連邦政府官庁。

## 歴史
1950年、コンラート・アデナウアー連邦首相はテオドール・ブランクを首相特別担当官に任命しブランク機関を設立させ、国防問題の諸計画を作成させた。1950年12月に約20人の協力者が中核的役割をはたすべくブランク機関に配され「連合国軍増強に付随する問題に関する連邦首相全権委員」の任を果たす事になる。ブランク機関は1955年6月までに人員が増強され1,300人以上が勤務していた。そして、1955年6月7日にドイツ基本法補充法の成立に伴い連邦国防担当省に改組される。1961年12月30日に外務省、内務省、財務省および司法省と共に「標準的省庁（klassische Ressorts）」への改正のため（ただし、基本法に拠らず）連邦国防省に改組される。
1990年のドイツ再統一により東ドイツの国家人民軍が編入される。
連邦国防省本省は当初、ボンのエルメカイル兵営に置かれる。その後、1960年からボン西郊のハルトヘーエ地区への移転が開始され現在に至っている。1993年以降、大臣はベルリンのベンドラーブロックに第2執務部を設けてそこで執務している。

## 内部機構

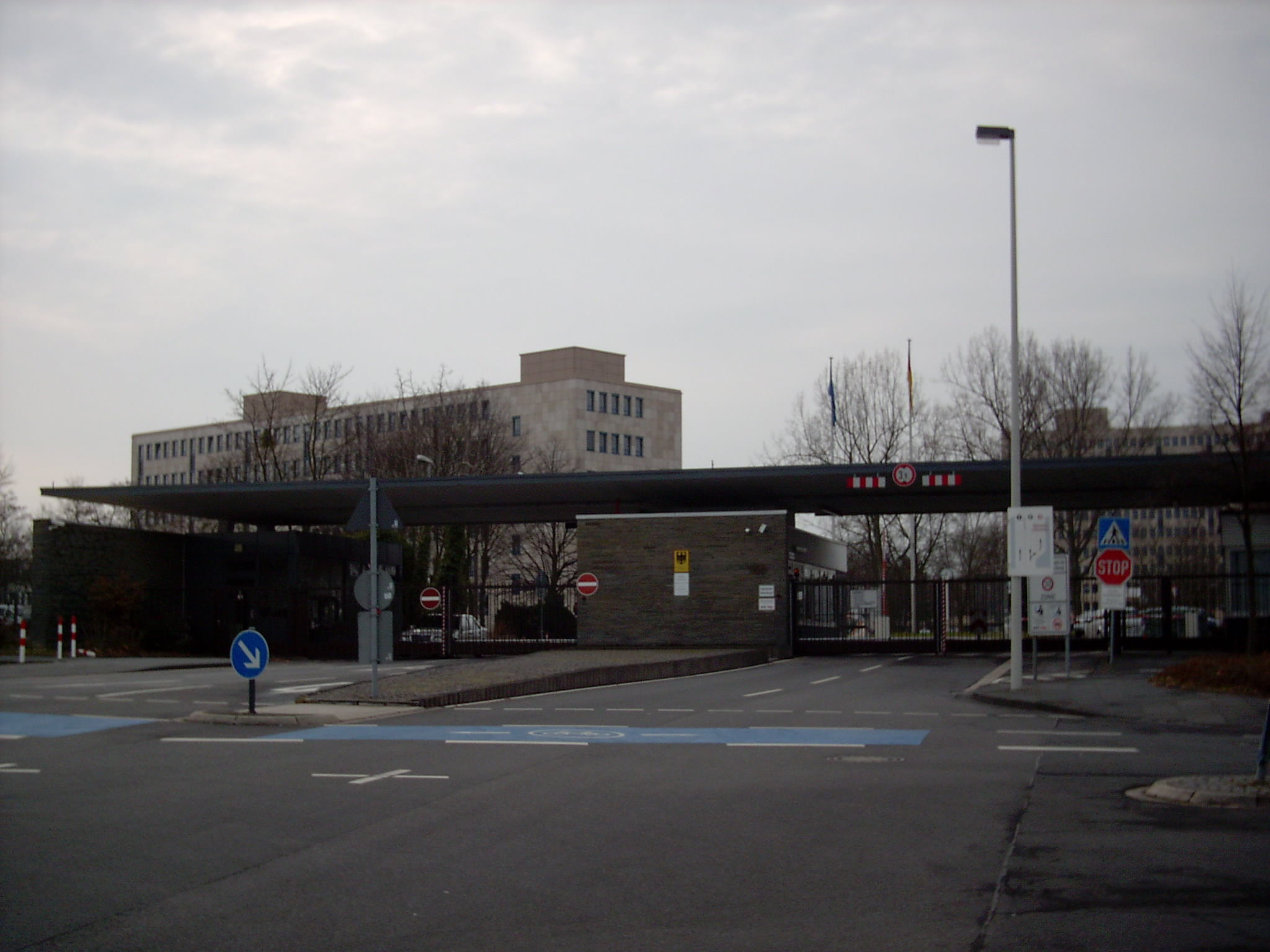
ボン西郊のハルトヘーエにある連邦国防省の入口

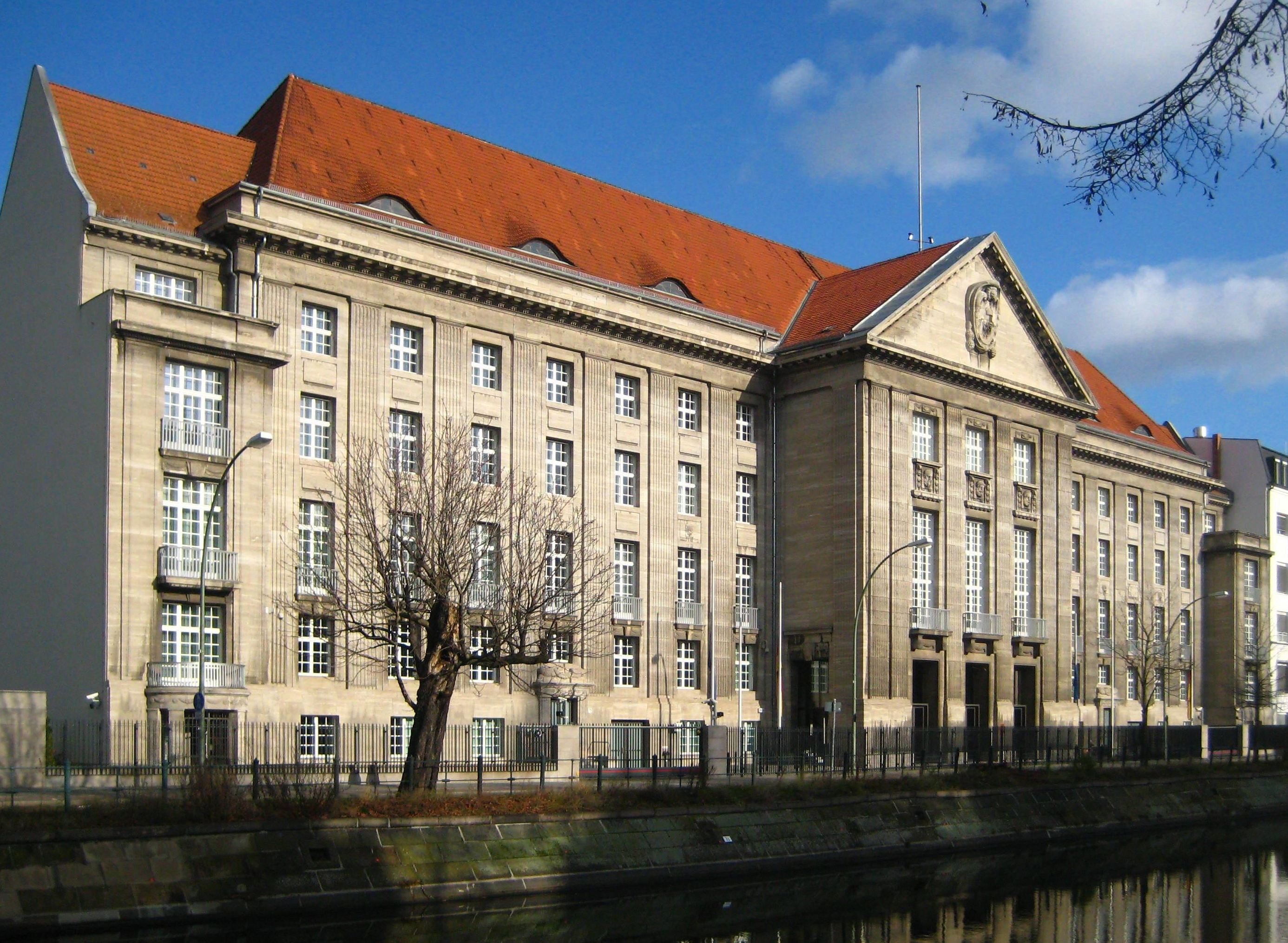
連邦国防省の第2庁舎となっている、ベルリンのベンドラーブロック（ベンドラー街）。ティーアガルテンとの間に位置する。ドイツ帝国海軍の庁舎として建てられ、ナチス時代には増築されて国防軍最高司令部や陸軍総司令部が置かれ、ヒトラー暗殺未遂事件当時には暗殺計画に関与する将校らが属する国内予備軍の本部が置かれていた。現在は国防省のほか、ここで処刑された暗殺計画関係者を記念するも置かれている

連邦国防省勤務の軍人が着用するワッペン

連邦国防大臣は、平時におけるドイツ連邦軍の指揮命令権を有する重要閣僚である。
連邦国防省は国防行政を執行するため、執行機関である連邦軍を所管している。このため連邦国防省は文民および軍事部門を有している。
- ドイツ連邦軍総監・全軍指揮幕僚監部
- 各軍の総監と指揮幕僚監部（陸軍・海軍・空軍・救護業務軍）
- 主要軍備部門および軍隊（軍備部門：陸軍・海軍・空軍、軍隊：救護業務軍・戦力基盤軍）
- 国防管理、防衛基盤的施設部と環境保護部
- 人事局、社会局、中央業務局
- 法務部
- 予算部
- 近代化部

任務上、もっとも重要な機関は全軍指揮幕僚監部で、当該機関は内部に7個の幕僚部、42個の部署を従えている。
大臣直轄機関には以下の2つがある。
- 連邦国防省計画補佐官部
- 連邦国防省報道・情報補佐官部

連邦軍は大きく二つの機構分野に分けられている。武官からなる軍事機構分野（すなわち軍隊）と文官からなる文民機構分野（軍隊が執行を担当する分野を除く軍事行政）である。
このため、連邦軍は以下のような体系となっている。
- ドイツ連邦軍
  - 軍事機構分野
    - 軍備部門[注釈 1]・陸軍
    - 軍備部門・空軍
    - 軍備部門・海軍
    - 軍隊・戦力基盤軍
    - 軍隊・救護業務軍

  - 文民機構分野
    - 国防管理部門・軍備範囲
    - 国防管理部門・国土防衛管理行政
    - 連邦軍司法
    - 軍司牧

## 歴代大臣
| 代                                               | 氏名                                                                | 就任                                             | 退任                                             | 所属政党                                         |
| 国防担当連邦大臣 Bundesminister für Verteidigung | 国防担当連邦大臣 Bundesminister für Verteidigung                    | 国防担当連邦大臣 Bundesminister für Verteidigung | 国防担当連邦大臣 Bundesminister für Verteidigung | 国防担当連邦大臣 Bundesminister für Verteidigung |
| ------------------------------------------------ | ------------------------------------------------------------------- | ------------------------------------------------ | ------------------------------------------------ | ------------------------------------------------ |
| 1                                                | テオドール・ブランク Theodor Anton Blank                            | 1955年6月7日                                     | 1956年10月16日                                   | ドイツキリスト教民主同盟（CDU）                  |
| 2                                                | フランツ・ヨーゼフ・シュトラウス Franz Josef Strauß                 | 1956年10月16日                                   | 1961年12月29日                                   | ドイツキリスト教民主同盟                         |
| 連邦国防大臣 Bundesminister der Verteidigung     |                                                                     |                                                  |                                                  |                                                  |
| 2                                                | フランツ・ヨーゼフ・シュトラウス Franz Josef Strauß                 | 1961年12月30日                                   | 1963年1月9日                                     | ドイツキリスト教民主同盟                         |
| 3                                                | カイ＝ウヴェ・フォン・ハッセル Kai-Uwe von Hassel                   | 1963年1月9日                                     | 1966年11月30日                                   | ドイツキリスト教民主同盟                         |
| 4                                                | ゲアハルト・シュレーダー Gerhard Schröder                           | 1966年12月1日                                    | 1969年10月21日                                   | ドイツキリスト教民主同盟                         |
| 5                                                | ヘルムート・シュミット Helmut Schmidt                               | 1969年10月22日                                   | 1972年7月7日                                     | ドイツ社会民主党（SPD）                          |
| 6                                                | ゲオルク・レーバー Georg Leber                                      | 1972年7月7日                                     | 1978年2月16日                                    | ドイツ社会民主党                                 |
| 7                                                | ハンス・アーペル Hans Apel                                          | 1978年2月17日                                    | 1982年10月1日                                    | ドイツ社会民主党                                 |
| 8                                                | マンフレート・ヴェルナー Manfred Wörner                             | 1982年10月4日                                    | 1988年3月18日                                    | ドイツキリスト教民主同盟                         |
| 9                                                | ルパート・ショルツ Rupert Scholz                                    | 1988年3月18日                                    | 1989年4月21日                                    | ドイツキリスト教民主同盟                         |
| 10                                               | ゲルハルト・シュトルテンベルク Gerhard Stoltenberg                  | 1989年4月21日                                    | 1992年3月31日                                    | ドイツキリスト教民主同盟                         |
| 11                                               | フォルカー・リューエ Volker Rühe                                    | 1992年4月21日                                    | 1998年10月26日                                   | ドイツキリスト教民主同盟                         |
| 12                                               | ルドルフ・シャーピング Rudolf Scharping                             | 1998年10月28日                                   | 2002年7月19日                                    | ドイツ社会民主党                                 |
| 13                                               | ペーター・シュトルック Peter Struck                                 | 2002年7月19日                                    | 2005年11月22日                                   | ドイツ社会民主党                                 |
| 14                                               | フランツ・ヨーゼフ・ユング Franz Josef Jung                         | 2005年11月22日                                   | 2009年10月28日                                   | ドイツキリスト教民主同盟                         |
| 15                                               | カール＝テオドール・ツー・グッテンベルク Karl-Theodor zu Guttenberg | 2009年10月28日                                   | 2011年3月3日                                     | キリスト教社会同盟（CSU）                        |
| 16                                               | トーマス・デメジエール Thomas de Maizière                           | 2011年3月3日                                     | 2013年12月17日                                   | ドイツキリスト教民主同盟                         |
| 17                                               | ウルズラ・フォン・デア・ライエン Ursula von der Leyen               | 2013年12月17日                                   | 2019年7月17日                                    | ドイツキリスト教民主同盟                         |
| 18                                               | アンネグレート・クランプ＝カレンバウアー Annegret Kramp-Karrenbauer | 2019年7月17日                                    | 2021年12月8日                                    | ドイツキリスト教民主同盟                         |
| 19                                               | クリスティーネ・ランブレヒト Christine Lambrecht                    | 2021年12月8日                                    | 2023年1月19日                                    | ドイツ社会民主党                                 |
| 20                                               | ボリス・ピストリウス Boris Pistorius                                | 2023年1月19日                                    |                                                  | ドイツ社会民主党                                 |